# Plateauschuh

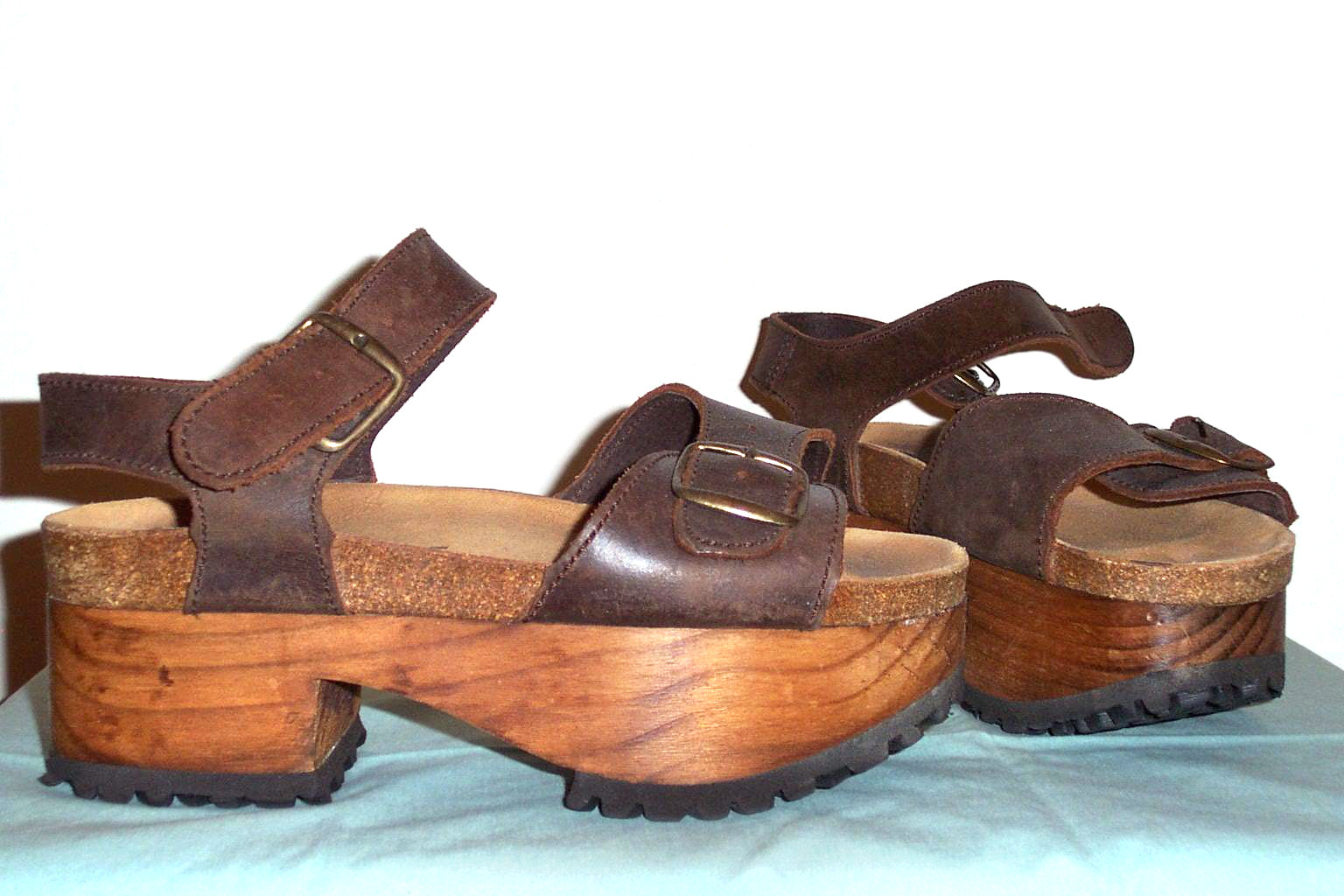
Plateausandalen mit Holzsohle

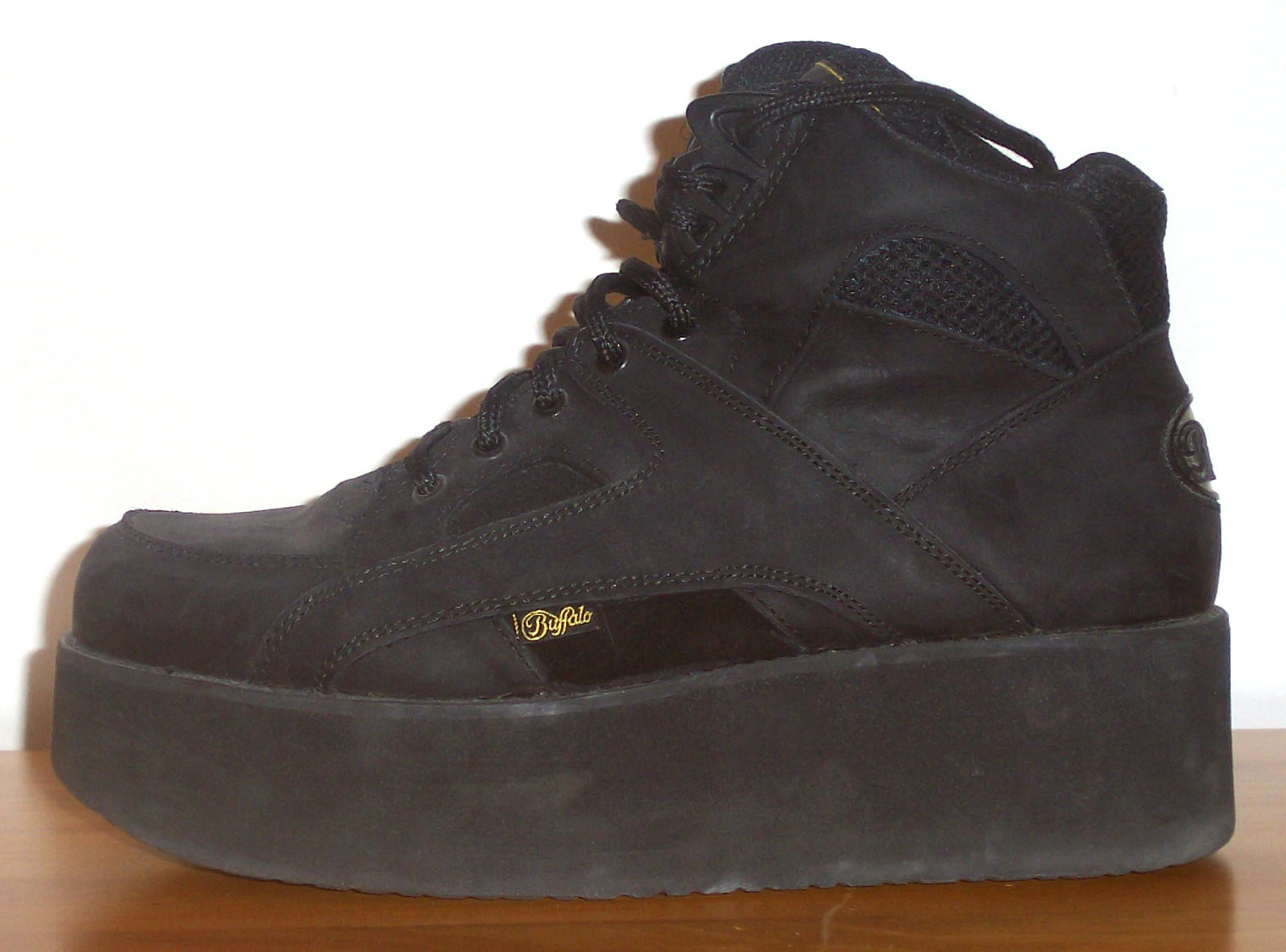
Halbschuh mit Plateausohle

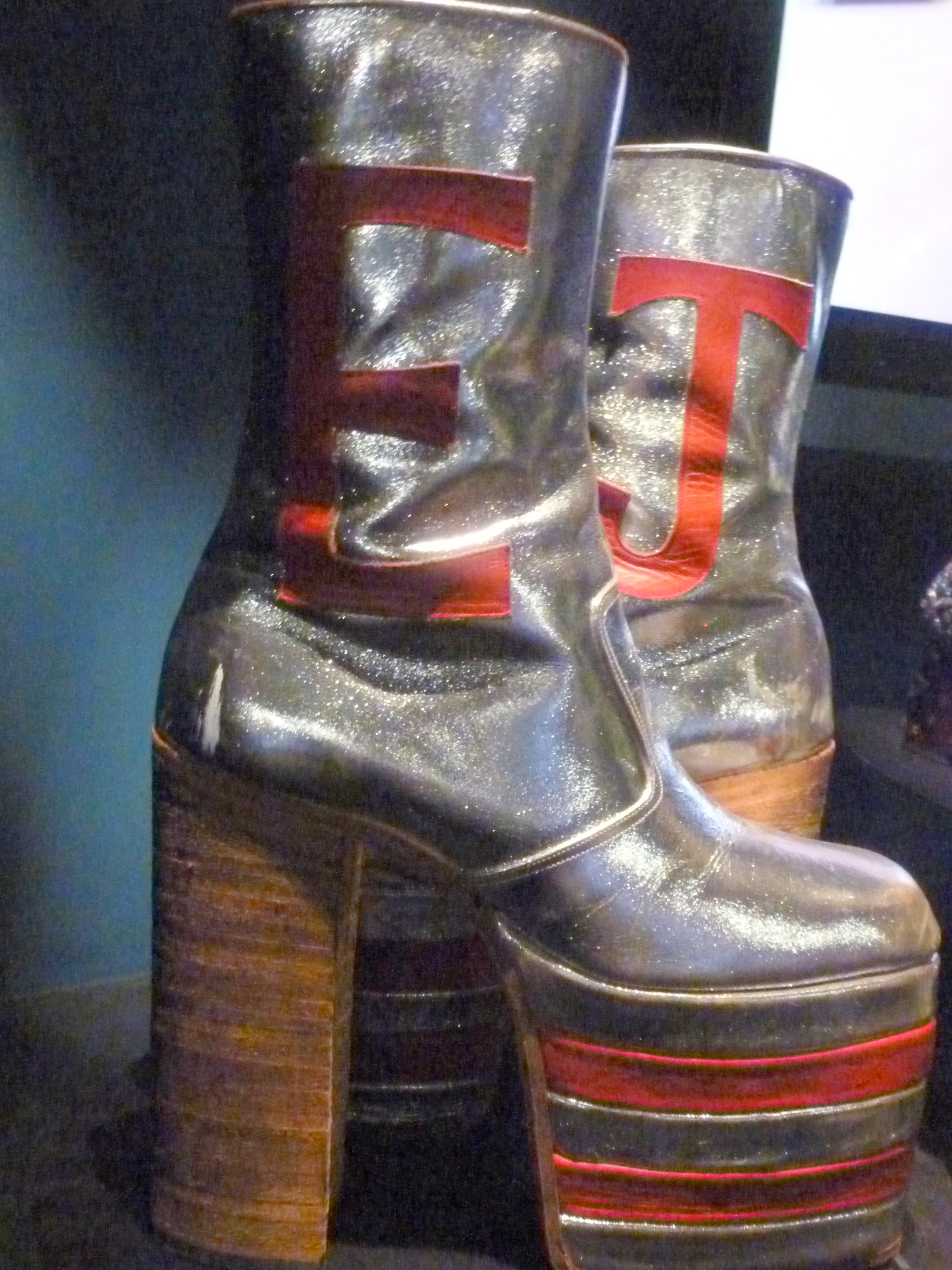
Plateaustiefel von Elton John

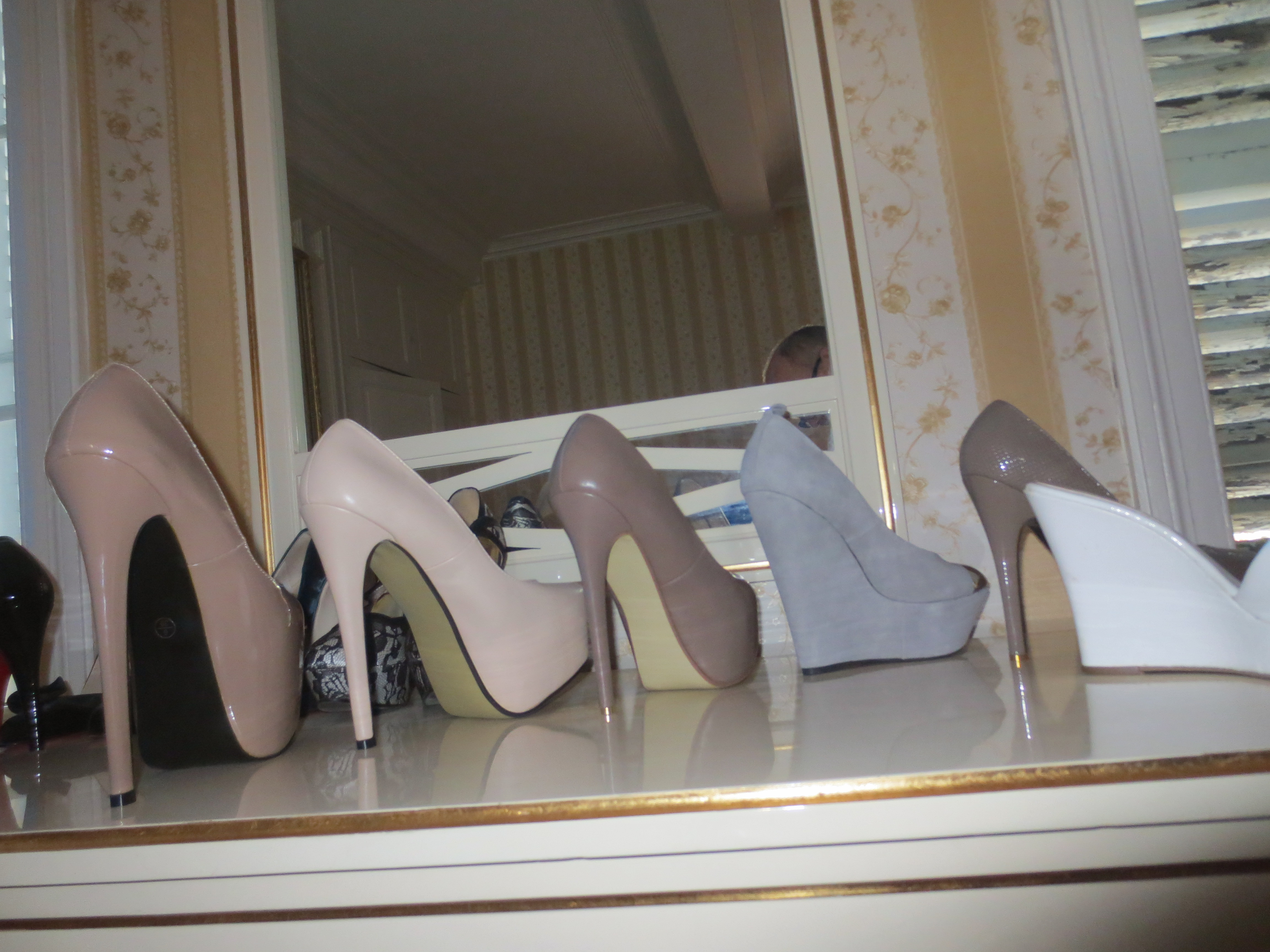
Plateauschuhe mit A) 19 cm Heel – 8.5 cm Plateau / B) 17.0 – 6.5 / C) 16.0 – 4.5 / D) 16.0 – 4.0 / E) 15.5 – 3.5 / F) 13.5 – 2.5; Seitenansicht

Ein Plateauschuh (französisch plateau = Hochfläche) ist ein Schuh mit einer auffallend starken Sohle unter dem Vorder- oder unter dem ganzen Schuh.

## Formen
Das Plateau hat zumeist eine Stärke zwischen 3 und 10 Zentimeter. Abhängig von der Höhe des Plateaus ist auch die Höhe des Absatzes. Die Sohle eines Plateauschuhs kann sowohl eine durchgehende einheitliche Stärke zeigen, einen Keilabsatz, einen separaten Block- oder Stilettoabsatz haben. Manche Plateauschuhe haben einen sehr hohen Absatz und sind Stöckelschuhe.
Prinzipiell kann jede Art von Schuh ein Plateauschuh sein. So gibt es Plateauclogs, Plateausandalen oder Plateaustiefel.

## Historisches
Schuhe mit Plateauböden sind in vielen Kulturen (vor allem Asiens und Afrikas) und Jahrhunderten anzutreffen. Einer der Vorläufer der Plateauschuhe sind die Zoccoli im Venedig des 15. Jahrhunderts, siehe auch Geschichte der Absatzschuhe.  Ende der 1960er Jahre kamen neben klassischen Highheels Plateauschuhe heute üblicher Form auf. Anfangs wurde diese sowohl von Frauen als auch Männern getragen, dies blieb jedoch ein Merkmal der 1970er Jahre. Heute werden sie vom weiblichen Geschlecht bevorzugt. Abhängig von der aktuellen Schuhmode sind Plateauschuhe mehr oder weniger beliebt.